# Liste der Biografien/Harti
Liste der Biografien |
Portal Biografien |
Personensuche
# |
A |
B |
C |
D |
E |
F |
G |
H |
I |
J |
K |
L |
M |
N |
O |
P |
Q |
R |
S |
T |
U |
V |
W |
X |
Y |
Z |
?
 
Ha |
Hd |
He |
Hi |
Hj |
Hk |
Hl |
Hm |
Hn |
Ho |
Hr |
Hs |
Ht |
Hu |
Hv |
Hw |
Hy
 
Haa |
Hab |
Hac |
Had |
Hae–Haf |
Hag |
Hah |
Hai |
Haj |
Hak |
Hal |
Ham |
Han |
Hao |
Hap |
Haq |
Har |
Has |
Hat |
Hau |
Hav |
Haw |
Hax |
Hay |
Haz
 
Hara |
Harb |
Harc |
Hard |
Hare |
Harf |
Harg |
Harh |
Hari |
Harj |
Hark |
Harl |
Harm |
Harn |
Haro |
Harp |
Harr |
Hars |
Hart |
Haru |
Harv |
Harw |
Harx |
Hary |
Harz
 
Harta |
Hartb |
Hartd |
Harte |
Hartf |
Hartg |
Harth |
Harti |
Hartj |
Hartk |
Hartl |
Hartm |
Hartn |
Harto |
Hartr |
Harts |
Hartt |
Hartu |
Hartv |
Hartw |
Harty |
Hartz
Die Liste der Biografien führt alle Personen auf, die in der deutschsprachigen Wikipedia einen Artikel haben. Dieses ist eine Teilliste mit 97 Einträgen von Personen, deren Namen mit den Buchstaben „Harti“ beginnt.

## Harti

### Hartig
- Hartig, Adam Franz von (1724–1783), österreichischer Diplomat
- Hartig, Adam Ludwig von (1710–1736), böhmischer Adliger, Gutsbesitzer und k. k. Kämmere
- Hartig, Andreas (* 1970), deutscher Fußballspieler
- Hartig, Anita (* 1983), rumänische Opernsängerin (Sopran)
- Hartig, Anna (* 2000), deutsche Volleyballspielerin
- Hartig, Arnold (1878–1972), böhmisch-österreichischer Bildhauer und Medailleur
- Hartig, Caroline (* 1997), deutsche SchauspielerinCaroline Hartig (* 1997)

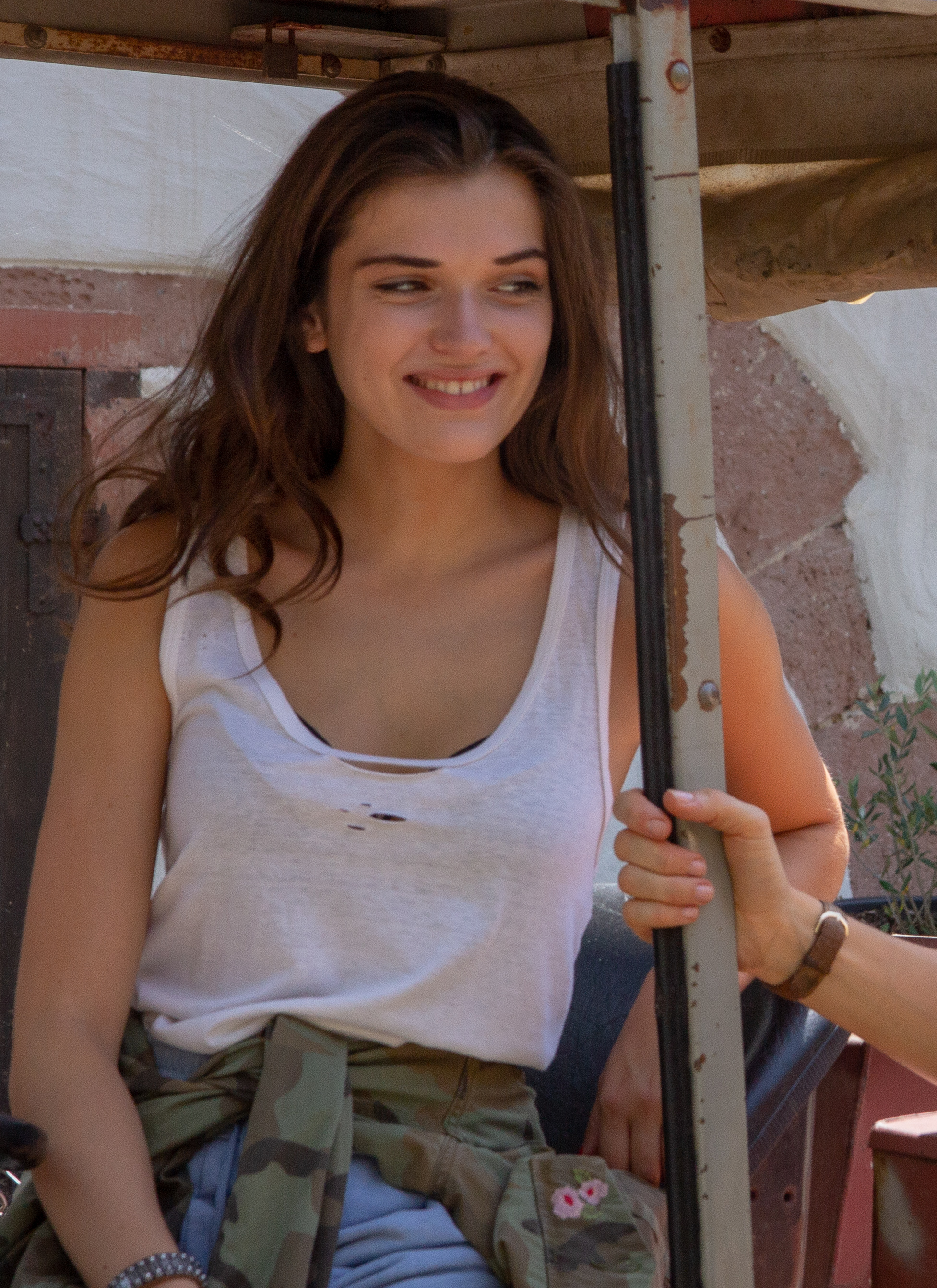
Caroline Hartig (* 1997)

- Hartig, Christian von (1605–1677), Bürgermeister von Zittau
- Hartig, Dagmar (* 1952), deutsche Fotografin und Künstlerin
- Hartig, Dietrich Wilhelm (1877–1938), evangelischer Theologe und Angehöriger der Bekennenden Kirche
- Hartig, Edmund (1894–1967), böhmisch-österreichischer Wasserrechtexperte
- Hartig, Edmund von (1812–1883), österreichischer Staatsmann
- Hartig, Erdmann (1857–1925), deutscher Architekt, Gewerbeschulrat und Professor sowie Architekturschriftsteller
- Hartig, Ernst Friedrich (1773–1843), deutscher Forstbeamter und Forstwissenschaftler
- Hartig, Franz Anton von (1758–1797), österreichischer Diplomat, Historiker, Dichter und Geograph
- Hartig, Franz von (1789–1865), österreichischer Staatsmann und Publizist
- Hartig, Friedrich (1788–1850), deutscher Forstbeamter
- Hartig, Friedrich Karl (1768–1835), deutscher Forstbeamter und Forstwissenschaftler
- Hartig, Georg Ludwig (1764–1837), deutscher Forstwissenschaftler
- Härtig, Gerd (* 1969), deutscher Politiker (Freie Wähler)
- Hartig, Gerhard (1922–2007), deutscher Schauspieler
- Hartig, Gustav (1843–1919), deutscher Uhrmacher und Politiker, MdL
- Hartig, Hans (1873–1936), deutscher Maler und Graphiker
- Hartig, Heinz Friedrich (1907–1969), deutscher Komponist und Musikpädagoge
- Härtig, Helmut (1902–1997), deutscher Bergbauwissenschaftler
- Härtig, Hugo (1872–1944), deutscher kommunistischer Widerstandskämpfer gegen den Nationalsozialismus
- Hartig, Isabella (* 1997), deutsche FußballspielerinIsabella Hartig (* 1997)

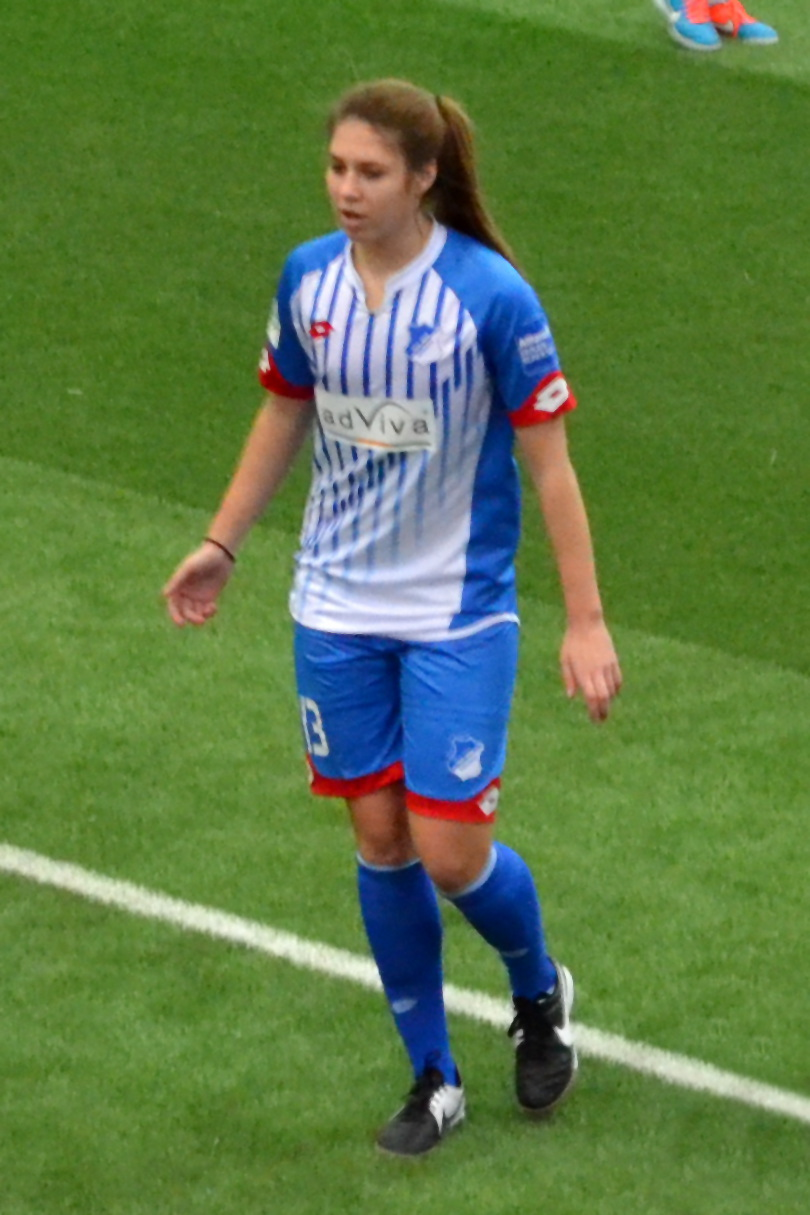
Isabella Hartig (* 1997)

- Hartig, Joachim (1928–1999), deutscher germanistischer Literaturwissenschaftler
- Hartig, Jorg (1932–2019), österreichischer Maler
- Hartig, Jörg S. (* 1974), deutscher Chemiker
- Hartig, Juliette (* 2001), deutsche Schauspielerin
- Hartig, Karl Ernst (1836–1900), deutscher Technologe und Hochschullehrer
- Hartig, Karl-Ludwig (1878–1954), deutscher Maler und Grafiker
- Hartig, Konrad (1864–1948), deutscher Lehrer und Heimatforscher
- Hartig, Lars (* 1990), deutscher Ruderer
- Hartig, Ludwig Joseph von (1685–1735), kaiserlicher Gouverneur von Böhmen
- Hartig, Lukáš (* 1976), tschechischer Fußballspieler
- Hartig, Marie-Edwige (* 1980), österreichische Politikerin
- Hartig, Matthias (* 1947), deutscher Soziolinguist und Hochschullehrer
- Hartig, Michael (1878–1960), deutscher Kunsthistoriker und katholischer Theologe
- Hartig, Otto (1876–1945), deutscher Historiker und Bibliothekar
- Hartig, Paul, deutscher Rassentheoretiker, Schriftsteller und Verleger
- Hartig, Paul (1898–1997), deutscher Gymnasiallehrer und Neuphilologe
- Härtig, Paul Adolf (1856–1929), höherer sächsischer Staatsbeamter
- Hartig, Robert (1839–1901), deutscher Forstbotaniker, Pflanzenpathologe und Mykologe
- Hartig, Samuel Ludwig (1790–1868), deutscher Orgelbauer in Schlesien und der Neumark
- Hartig, Steffen (* 1963), deutscher Triathlet
- Hartig, Theodor (1805–1880), Gründer des Arboretum Riddagshausen
- Hartig, Wolfgang (* 1933), deutscher Chirurg und Ernährungsmediziner
- Hartig, Zandy, US-amerikanische Schauspielerin
- Hartigan, Georgie (* 1996), britisch-irische Mittelstreckenläuferin
- Hartigan, Grace (1922–2008), US-amerikanische Malerin
- Hartigan, James (* 1975), britischer Journalist und Pokerkommentator
- Hartigan, Joan (1912–2000), australische Tennisspielerin
- Hartigan, Mark (* 1977), kanadischer Eishockeyspieler
- Hartigan, Neil (* 1938), US-amerikanischer Jurist und Politiker
- Hartigan, Royal (* 1947), US-amerikanischer Jazzmusiker
- Hartigan, Shayne, US-amerikanischer Schauspieler und Casting Director

### Hartik
- Hartikainen, Anni (* 2003), finnische Fußballspielerin
- Hartikainen, Erkki (* 1942), finnischer Atheist
- Hartikainen, Heini (* 1985), finnische Triathletin
- Hartikainen, Jarkko (* 1981), finnischer Komponist
- Hartikainen, Teemu (* 1990), finnischer Eishockeyspieler
- Hartikka, Marketta (* 1949), finnische Fußballspielerin
- Hartikka, Niilo (1909–1998), finnischer Mittelstreckenläufer

### Hartil
- Hartill, Billy (1905–1980), englischer Fußballspieler

### Hartin
- Harting, Amarentia Wilhelmina (1756–1801), niederländische Frau in Russland
- Harting, Christian (* 1976), deutscher Schauspieler
- Harting, Christoph (* 1990), deutscher Diskuswerfer
- Harting, Dietmar (* 1939), deutscher Unternehmer und Präsident des Deutschen Instituts für Normung (DIN)
- Harting, Frank (* 1961), deutscher Handballspieler
- Harting, Franz von (1778–1843), kaiserlich österreichischer Generalmajor
- Harting, Gustav (* 1898), deutscher Versicherungsmanager
- Harting, Johannes (1868–1951), deutscher Optiker und Physiker
- Harting, Julia (* 1990), deutsche Leichtathletin
- Härting, Niko (* 1964), deutscher Rechtsanwalt und Hochschullehrer
- Harting, Peter (* 1951), deutscher Schauspieler und Synchronsprecher
- Harting, Pieter (1812–1885), niederländischer Mediziner, Geologe, Hydrologe und Botaniker
- Harting, Robert (* 1984), deutscher DiskuswerferRobert Harting (* 1984)

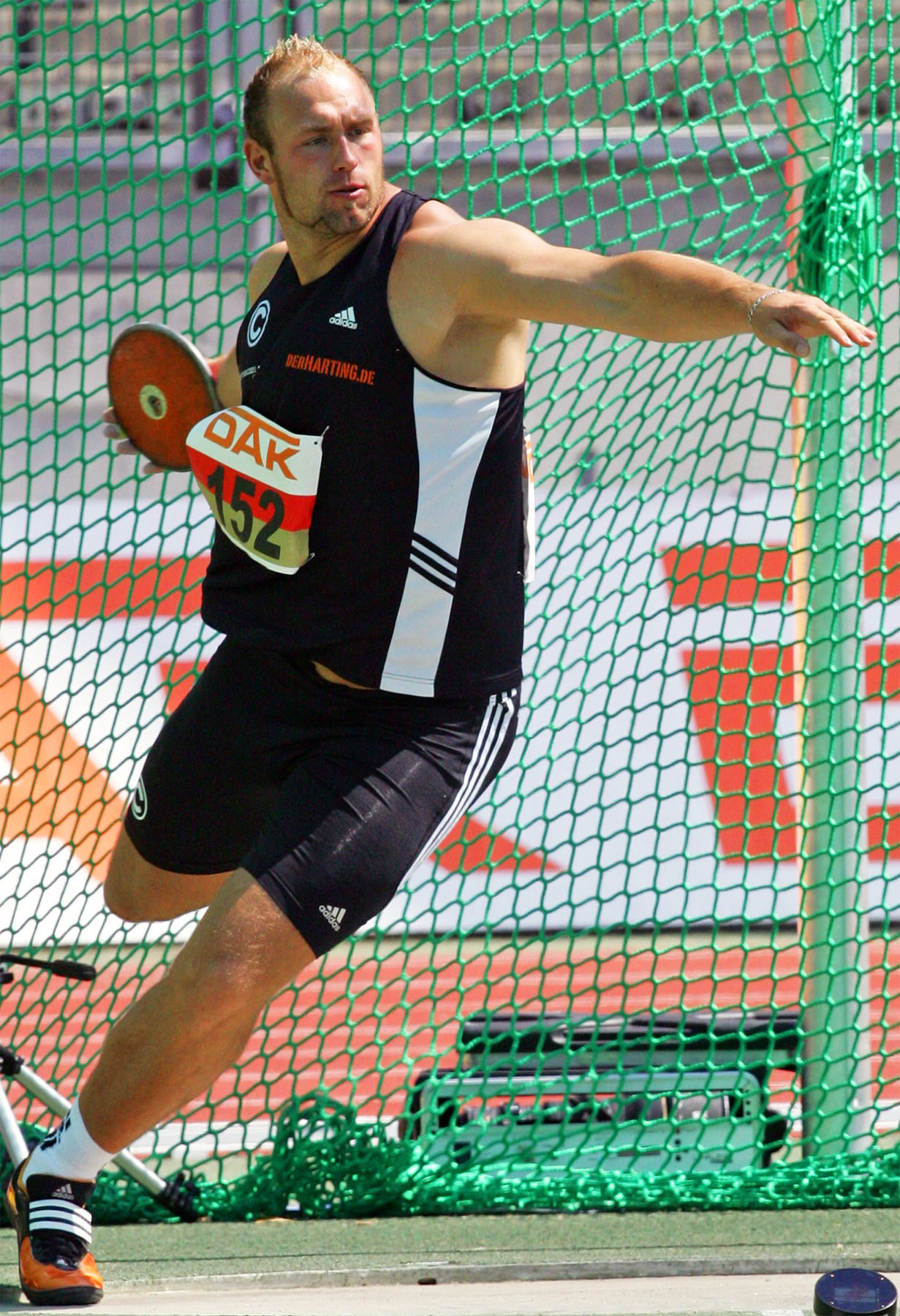
Robert Harting (* 1984)

- Härting, Rudolph (1832–1883), deutscher Pfarrer und Autor
- Harting, Uwe (* 1959), deutscher Handballspieler
- Hartinger Peña, Stella (* 1980), peruanische Forscherin (Public Health)
- Hartinger, Albert (1946–2020), österreichischer Sänger und Dirigent
- Hartinger, Anselm (* 1971), deutscher Musikwissenschaftler, Historiker und Museumsleiter
- Hartinger, Anton (1806–1890), österreichischer Maler und Lithograph
- Hartinger, Dorothee (* 1971), deutsche Schauspielerin
- Hartinger, Hans, österreichischer Tischtennisspieler
- Hartinger, Hans (1891–1960), deutscher Physiker
- Hartinger, Ingram (* 1949), österreichischer Schriftsteller, Psychologe und Psychotherapeut
- Hartinger, James V. (1925–2000), US-amerikanischer Offizier, General der US Air Force
- Hartinger, Josef (1893–1984), deutscher Verwaltungsjurist und Politiker (CSU)
- Hartinger, Ludwig (* 1952), österreichischer Dichter, Lektor, Editor, Publizist und Übersetzer
- Härtinger, Martin (1815–1896), deutscher Opernsänger (Tenor) und Gesangspädagoge, zunächst Mediziner
- Hartinger, Robert (1875–1939), österreichischer Architekt
- Hartinger-Klein, Beate (* 1959), österreichische Managerin und Politikerin (FPÖ)Beate Hartinger-Klein (* 1959)

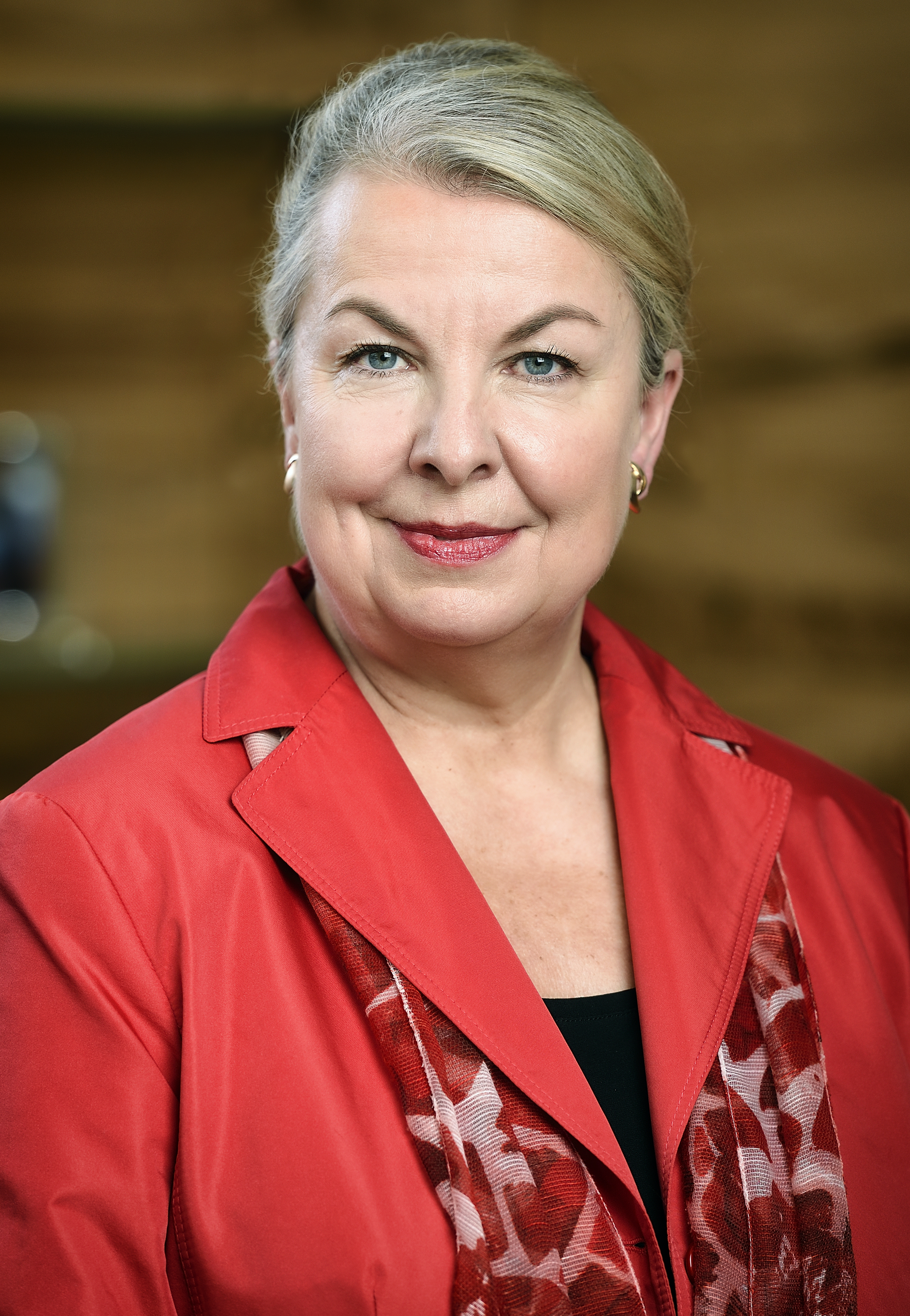
Beate Hartinger-Klein (* 1959)

### Hartit
- Hartitzsch, Hans Adolph von (1778–1857), deutscher Rittmeister, Rittergutsbesitzer und Politiker, MdL (Königreich Sachsen)
- Hartitzsch, Wolf Reinhard von (1718–1794), sächsischer Generalmajor